# Arrondissements de la Côte-d'Or

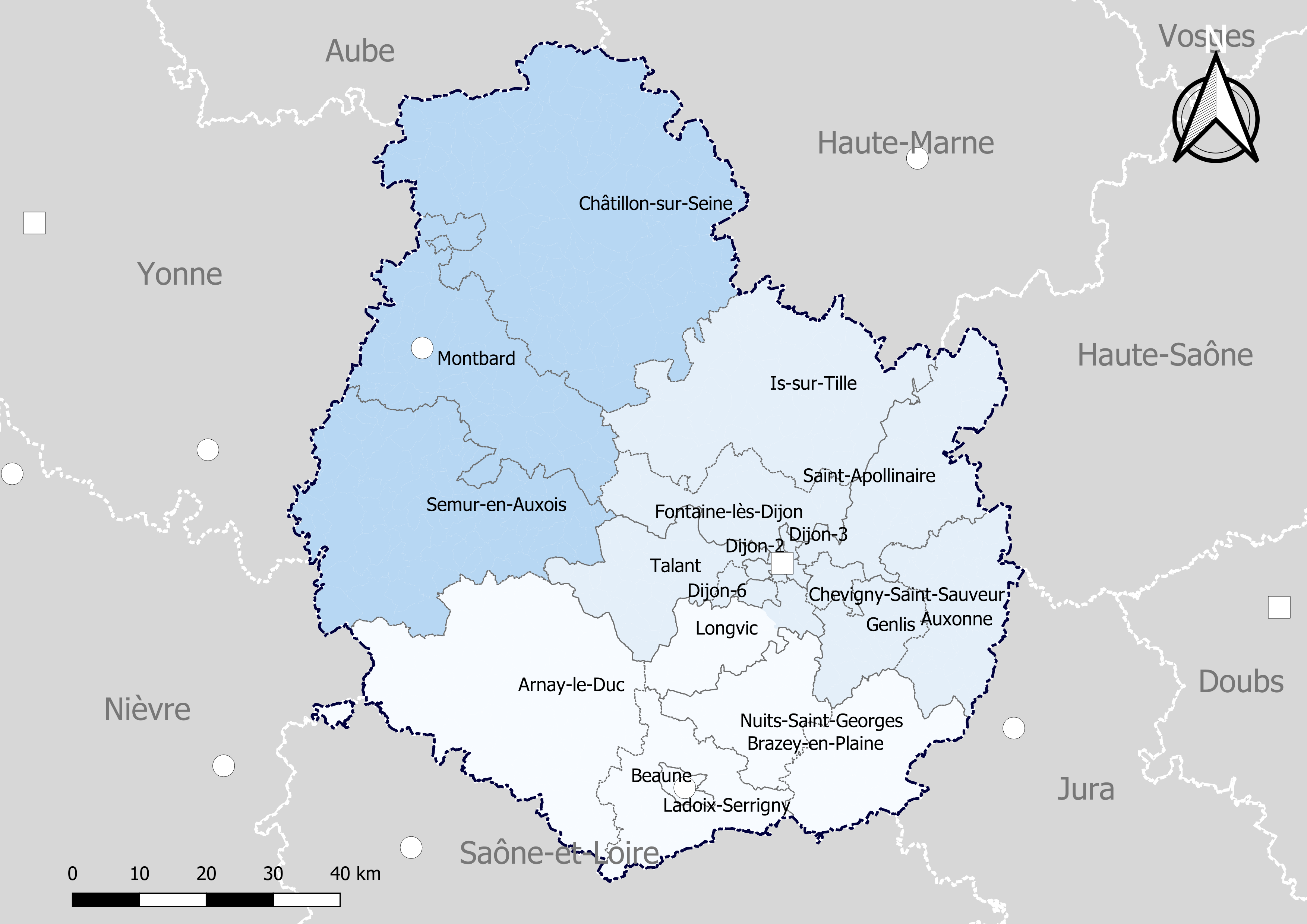
Les arrondissements et les cantons de la Côte-d'Or, depuis 2015.

Le département de la Côte-d'Or comprend trois arrondissements.

## Composition
| Nom                        | Code Insee | Superficie (km2) | Population (dernière pop. légale) | Densité (hab./km2) | Modifier             |
| -------------------------- | ---------- | ---------------- | --------------------------------- | ------------------ | -------------------- |
| Arrondissement de Beaune   | 211        | 2 359,10         | 109 350 (2022)                    | 46                 | modifier les données |
| Arrondissement de Dijon    | 212        | 2 808,20         | 370 369 (2022)                    | 132                | modifier les données |
| Arrondissement de Montbard | 213        | 3 595,90         | 57 858 (2022)                     | 16                 | modifier les données |
| Côte-d'Or                  | 21         | 8 763,00         | 537 577 (2022)                    | 61                 | modifier les données |

## Histoire
- 1790 : création du département avec sept districts : Arnay-sur-Arroux, Beaune, Châtillon, Dijon, Is-sur-Tille, Saint-Jean-de-Losne, Semur
- 1800 : création des arrondissements : Beaune, Dijon, Châtillon-sur-Seine, Semur
- 1926 : suppression de l'arrondissement de Châtillon-sur-Seine, la sous-préfecture de Semur-en-Auxois est déplacée à Montbard